# Ali Abdilmana
Ali Abdilmana (* 17. Februar 2002) ist ein äthiopischer Leichtathlet, der sich auf den Langstreckenlauf spezialisiert hat.

## Sportliche Laufbahn
Erste Erfahrungen bei internationalen Meisterschaften sammelte Ali Abdilmana im Jahr 2021, als er bei den U20-Weltmeisterschaften in Nairobi in 7:44,55 min die Silbermedaille im 3000-Meter-Lauf gewann. Im Jahr darauf gelangte er dann bei den Afrikameisterschaften in Port Louis mit 13:45,29 min auf Rang fünf über 5000 Meter.
2022 wurde Abdilmana äthiopischer Meister im 5000-Meter-Lauf.

## Persönliche Bestzeiten
- 3000 Meter: 7:44,55 min, 18. August 2021 in Nairobi
- 5000 Meter: 13:16,97 min, 16. Juni 2022 in Oslo